# Matthias Bachinger
Matthias Bachinger (ur. 2 kwietnia 1987 w Monachium) – niemiecki tenisista.

## Kariera tenisowa
W gronie profesjonalistów od 2005 roku.
W cyklu ATP World Tour Bachinger jest finalistą jednego turnieju w grze pojedynczej i jednego w grze podwójnej.
Najwyżej w rankingu singlistów sklasyfikowany był na 85. miejscu (15 sierpnia 2011), a w rankingu deblistów na 151. pozycji (31 października 2011).

### Finały w turniejach ATP World Tour
| Legenda                                      |
| -------------------------------------------- |
| Wielki Szlem                                 |
| Igrzyska olimpijskie                         |
| Tennis Masters Cup / ATP Finals              |
| ATP Masters Series / ATP Tour Masters 1000   |
| ATP International Series Gold / ATP Tour 500 |
| ATP International Series / ATP Tour 250      |

#### Gra pojedyncza (0–1)
| Końcowy wynik | Nr | Data             | Turniej | Nawierzchnia  | Przeciwnik   | Wynik finału |
| ------------- | -- | ---------------- | ------- | ------------- | ------------ | ------------ |
| Finalista     | 1. | 23 września 2018 | Metz    | Twarda (hala) | Gilles Simon | 6:7(2), 1:6  |

#### Gra podwójna (0–1)
| Końcowy wynik | Nr | Data          | Turniej | Nawierzchnia | Partner     | Przeciwnicy                      | Wynik finału   |
| ------------- | -- | ------------- | ------- | ------------ | ----------- | -------------------------------- | -------------- |
| Finalista     | 1. | 24 lipca 2011 | Atlanta | Twarda       | Frank Moser | Alex Bogomolov Jr. Matthew Ebden | 6:3, 5:7, 8–10 |